# 派因格羅夫 (加利福尼亞州萊克縣)
派恩格羅夫（英語：Pine Grove）是位於美國加利福尼亞州萊克縣的一個非建制地區。該地的面積和人口皆未知。

## 地理
派恩格羅夫的座標為38°49′42″N 122°43′52″W / 38.82833°N 122.73111°W，而該地的平均海拔高度為768米（即2520英尺）。